# نصرت‌الله امیراعظم
نصرت‌الله میرزا یا نصرت‌الله خان ملقب به امیر اعظم در شوال ۱۲۹۶ هجری قمری (شهریور ۱۲۵۸) در تهران به دنیا آمد. پدرش وجیه الله میرزا سپهسالار پسر شاهزاده سلطان احمد میرزا عضدالدوله (پسر چهل و نهم فتحعلی شاه قاجار) و مادرش علاءالحاجیه دختر عبدالله‌خان علاءالملک بود که پس از به دنیا آوردن او درگذشت. عمه اش شمس الدوله همسر ناصرالدین شاه بود و به واسطه او در کودکی غلام بچه اندرون شاه شد. در دارالفنون تحصیل کرد. تفنگدار باشی مظفر الدین شاه شد، لقب سیف الملک، امیرخان سردار سپس امیراعظم گرفت و حاکم استرآباد و قومس (گرگان و شاهرود و سمنان) شد. او از مشروطه خواهان بود و پس از به توپ بستن مجلس، محمدعلی شاه از ایران تبعیدش کرد. امیراعظم پس از مدتی سکونت در بروکسل و پاریس با خلع شدن محمد علی شاه به ایران بازگشت و دوباره حاکم استرآباد (گرگان) شد. پس از اینکه ناصرالملک نایب السلطنه احمدشاه به ایران رسید و سپهدار تنکابنی را نخست‌وزیر کرد، سپهدار که وزارت جنگ را خود بر عهده داشت، امیراعظم را معاون این وزارتخانه کرد.
در تیر ۱۲۹۰ به دنبال شورش رفعت نظام علیه سردارمجلل حاکم کرمان، امیراعظم را به جای سردارمجلل به حکومت کرمان فرستادند. رفعت نظام و یارانش قرآنی مهر کردند و هم قسم شدند تا امیراعظم را از کرمان بیرون اندازند. لشکری تدارک دیدند و به سوی کرمان روانه می‌گردد. انگلیسی‌ها با همراه ساختن بعضی از خوانین به کمک امیراعظم آمدند و باعث شدند قوای رفعت نظام که تا یک قدمی فتح کرمان گام برداشته بودند مجبور به عقب‌نشینی شوند و با عده ای از یاران به باغ بهادرالملک خان در بردسیر بروند؛ ولی بهادرالملک رفعت نظام و همرزمش میرزا حسین خان نظمیه را تحویل داد. لشکری که به فرماندهی سالار حشمت برای کمک به امیر اعظم به کرمان گسیل شده بود از این خبر مطلع شد و سالار حشمت خود را به بردسیر رساند و دار اعدام آن‌ها را برپا کرد.
امیراعظم سپس حاکم قومس (استان سمنان فعلی) شد و در زمان جنگ جهانی اول، و با پیدایش جریان ضد استعماری مشروطه خواهی در ایران وی نیز در صدد برچیدن نظام قاجاری در ایران افتاد و سپاهی فراهم کرد اما در سال ۱۲۹۵ خورشیدی توسط اسماعیل خان شعاع لشکر در حالی که توسط اسماعیل خان به منطقه امیر آباد دامغان تحت عنوان میهمان جهت صرف نهار دعوت شده بود با قرار دادن سلاح کمری روسی پارافین در دهانش کشته و جسد او را طی تشریفاتی در خانه اش در باغ سرچشمه شاهرود عمارت امیر اعظم به خاک سپرده و املاک و اراضی او توسط قوام السلطنه بین مخالفان مشروطه تقسیم و تنها بخشی کوچکی از آن برای اقامت همسر و فرزندانش ، جمله امارت امیریه شاهرود و باغ سرچشمه شاهرود که محل دفن وی بود را به خانواده اش سپرد . 
قتل امیر اعظم به عنوان یک مشروطه خواه قدرتمند و با سابقه در منطقه مرکزی ایران توسط اسماعیل خان شعاع لشکر به دلیل سیاست پاکسازی کشور از وجود مشروطه خواهان توسط استعمار انگلستان و با تایید شاه وقت صورت گرفت کما اینکه در آن دوره تمام مشورطه خواهان ماننده شیخ فضل الله نوری ، ستار خان ، باقر خان ، کوچک خان جنگلی و سایرین به شیوه های مختلف از صحنه سیاسی و اجرایی کشور حذف شده و بستر مناسب برای به قدرت رساندن رضا خان به عنوان عامل دست نشانده استعمار انگلیس و درست در زمانیکه روسیه پس از جنگ جهانی با انقلاب داخلی از هم پاشیده شده و نفوذ سنتی خود را در ایران از دست داده بود صورت گرفت . 
امیراعظم مالک حدود سیصد پارچه آبادی و مزرعه در اطراف شاهرود بود. امیریه شاهرود و باغ امیر سمنان از او بر جای مانده و همچنین مدرسه ای به نام ایتام اعظمیه که اطفال یتیم و بی بضاعت در آن درس می‌خواندند. یکی از آموزگاران آن مدرسه، حبیب یغمایی پژوهشگر، نویسنده و روزنامه‌نگار معروف بود. سهمی از دارایی اش را به پذیرایی از زوار حرم رضوی و اقدامات عمرانی و راهسازی اختصاص داد. جانشین امیر عضدی به نام محمد عظیما ملقب به معتضدالملک عظیما پسر میرزا ربیع  گرکانی (عظیما)(از نوادگان لطفعلی خان زند) بود که پس از عضدی حکوت بخش شرق ایران از جمله کرمان و سمنان  را به عهده داشت، از محمد عظیما موقوفاتی در شاهرود  به جا مانده که امروزه شامل بیمارستان عظیما؛ خوابگاه دانشجویان و مسجد و مدرسه است. 
امیراعظم با عفت الدوله دختر احمدخان علاءالدوله ازدواج کرد پس از در گذشت امیر اعظم عفت الدوله با محمد عظیما معتضدالملک ازدواج کرد.از امیر اعظم، دو دختر به نام شمس الملوک (که با نجفقلی میرزا حسام الدوله معزی ازدواج کرد) و فخر الملوک و یک پسر به نام یدالله عضدی باقی ماند که در دوران محمدرضاشاه پهلوی، سفیر، وزیر راه، وزیر دارایی و وزیر امورخارجه شد.